# المركز الملكي للاستشعار البعدي الفضائي (المغرب)
المركز الملكي للاستشعار البعدي الفضائي (CRTS) هي وكالة فضاء مغربية مركزها في مدينة الرباط. تم تأسيسها في ديسمبر 1989.
وأصبح المركز يعمل بصورة كاملة في كانون الثاني/يناير 1990. وهو مكُلف بتعزيز استغلال وتطوير تطبيقات الاستشعار عن بعد في المغرب . ويتولى المركز الملكي للاستشعار عن بعد تنمية القدرات على المستوى الوطني، توفير فرص التدريب والتعليم في مجال تكنولوجيا الفضاء وتنفيذ الإجراءات والبرامج البحثية، توفير الخدمات الاستشارية التقنية والمعلومات الفضائية، تنسيق وتنفيذ البرنامج الوطني للاستشعار عن بعد بالتعاون مع الدوائر الحكومية ومتعهدي القطاع الخاص والجامعات المغربية.
والمركز هو الموزع الرسمي في المغرب لصور الأقمار الصناعية سبوت و لاندسات والساتل الأوروبي للاستشعار عن بعد (إيرس) و الإدارة الوطنية للمحيطات والغلاف الجوي(نوا).
وتندرج أنشطة المركز على الصعيد الدولي، في إطار علاقة تعاون وشراكة مع العديد من المؤسسات والوكالات الوطنية والدولية. ويشارك بنشاط في أعمال لجنة استخدام الفضاء الخارجي في الأغراض السلمية (كوبوس).

## المهام
مؤسسة مكلفة بتطوير استعمال وتطبيقات الاستشعار الفضائي بالمغرب. يسهر المركز الملكي على وضع وتنسيق وتنفيذ البرنامج الوطني في مجال الاستشعار الفضائي بتعاون مع القطاعات الوزارية المعنية وكذلك الفاعلين الاقتصاديين الخواص والمراكز الجامعية. ويتولى المركز الملكي الإشراف على جمع وتحليل معطيات وصور مراقبة الأرض ووضعها رهن إشارة المستعملين. كما يقوم المركز الملكي بإجراء الدراسات المنهجية والبحوث العلمية في مختلف الفروع العلمية والعملية المتعلقة بالتقنيات الفضائية والميادين المتصلة بها (الاستشعار الفضائي، أنظمة المعلومات الجغرافية، أنظمة تحديد المواقع، الاتصالات). بالإضافة إلى ذلك، يقدم المركز الملكي برنامجا للتكوين المستمر لإعداد وتدريب الأخصائيين في مجال التقنيات الفضائية كما يساهم في برامج وأعمال للبحث العلمي في إطار شراكة مع مؤسسات وطنية ودولية.

## مجالات النشاط
ومنذ إنشائه، نفذ المركز العديد من المشاريع التي تدمج الاستشعار عن بعد ونظم المعلومات الجغرافية لتلبية احتياجات المستخدمين في مجالات حصر وإدارة الموارد الطبيعية وحماية البيئة وتخطيط استخدام الأراضي. وتشكل هذه المشاريع جزءا من برامج التنمية الوطنية وتنفذ بأشكال مختلفة (عقود الدراسة، والمشاريع التجريبية، ومشاريع التنمية الوطنية، وما إلى ذلك). توفر التطبيقات المطورة دعما استراتيجيا لصناع القرار وتهتم بعدة مجالات:
- الزراعة؛
- قطاع الغابات والمراعي؛
- استخدام الأراضي والتخطيط المكاني و التخطيط الحضري؛
- إدارة المناطق الساحلية و علوم المحيطات والموارد السمكية؛
- إدارة المعلومات الجغرافية.
- الموارد المائية - التصحر.

## برنامج الفضاء
المغرب هو أحد أبرز الجهات الفاعلة الفضائية الرائدة الناشئة في شمال إفريقيا، فهو من أوائل الدول الأفريقية التي انضمت إلى لجنة الأمم المتحدة لاستخدام الفضاء الخارجي في الأغراض السلمية (UNCOPUOS)، بعد أن فعلت ذلك في عام 1961 خلال التوسع الثالث للمنظمة (فقط مصر انضمت في وقت سابق). كما أنها مشارك نشط في اللجنة وهيئاتها الفرعية منذ عام 1992.
حيث يعد المغرب أحد البلدان القليلة التي صادقت على/ انضمت إلى جميع معاهدات الأمم المتحدة الخمس الأساسية للفضاء الخارجي - معاهدة الفضاء الخارجي لعام 1967 (في عام 1967) ، واتفاقية الإنقاذ لعام 1968 (في عام 1970)، واتفاقية المسؤولية لعام 1972 (في عام 1983) ، واتفاقية التسجيل لعام 1975 (في عام 2012) ، واتفاقية القمر لعام 1979 (في عام 1993).
وأطلق المركز الملكي للاستشعار البعدي الفضائي، بالاشتراك مع معهد الملاحة الجوية والفضائية التابع لجامعة برلين التقنية، إلى المدار في 10 كانون الأول 2001 ساتلا صغريا لرصد الأرض كجزء من برنامج توبسات، المغرب-توبسات. لقد وصل هذا القمر الصناعي إلى نهاية عمره الافتراضي.

### مقالات ذات صلة
- محمد السادس (ساتل)
- محمد السادس ب (ساتل)
- ماروك توبسات
- قائمة وكالات الفضاء

### روابط خارجية
- الموقع الرسمي